# 哈夫里利夫卡 (哈爾科夫區)
哈夫里利夫卡（烏克蘭語：Гаврилівка）是位於烏克蘭東部的村莊，由哈爾科夫州哈爾科夫區負責管轄。該村面積0.9平方公里，海拔高度173米，2001年人口63，人口密度每平方公里70人。